# Coelioxys pieliana
Coelioxys pieliana är en biart som beskrevs av Heinrich Friese 1935. Coelioxys pieliana ingår i släktet kägelbin, och familjen buksamlarbin. Inga underarter finns listade i Catalogue of Life.